# Xavier Baeselen
Xavier Baeselen (Brussel, 20 september 1972) is een Belgisch voormalig politicus van de MR.

## Levensloop
Als licentiaat in de criminologie en geaggregeerde van het secundair onderwijs werd Baeselen beroepshalve politiek secretaris van de MR-fractie in de Kamer van volksvertegenwoordigers. Ook werd hij bestuurder en zaakvoerder van een webdesignbedrijf en een restaurant.
Hijzelf werd ook politiek actief en werd voor de MR in 2000 gemeenteraadslid van Watermaal-Bosvoorde, waar hij van 2001 tot 2011 schepen was. Van 2008 tot 2010 was ook lid van de Kamer van volksvertegenwoordigers voor de kieskring Brussel-Halle-Vilvoorde ter opvolging van Bernard Clerfayt, die toen staatssecretaris in de federale regering was.
Sinds 2011 is hij griffier van het Parlement van de Franse Gemeenschap.